# 寶塚歌劇團

寶塚歌剧团的标志

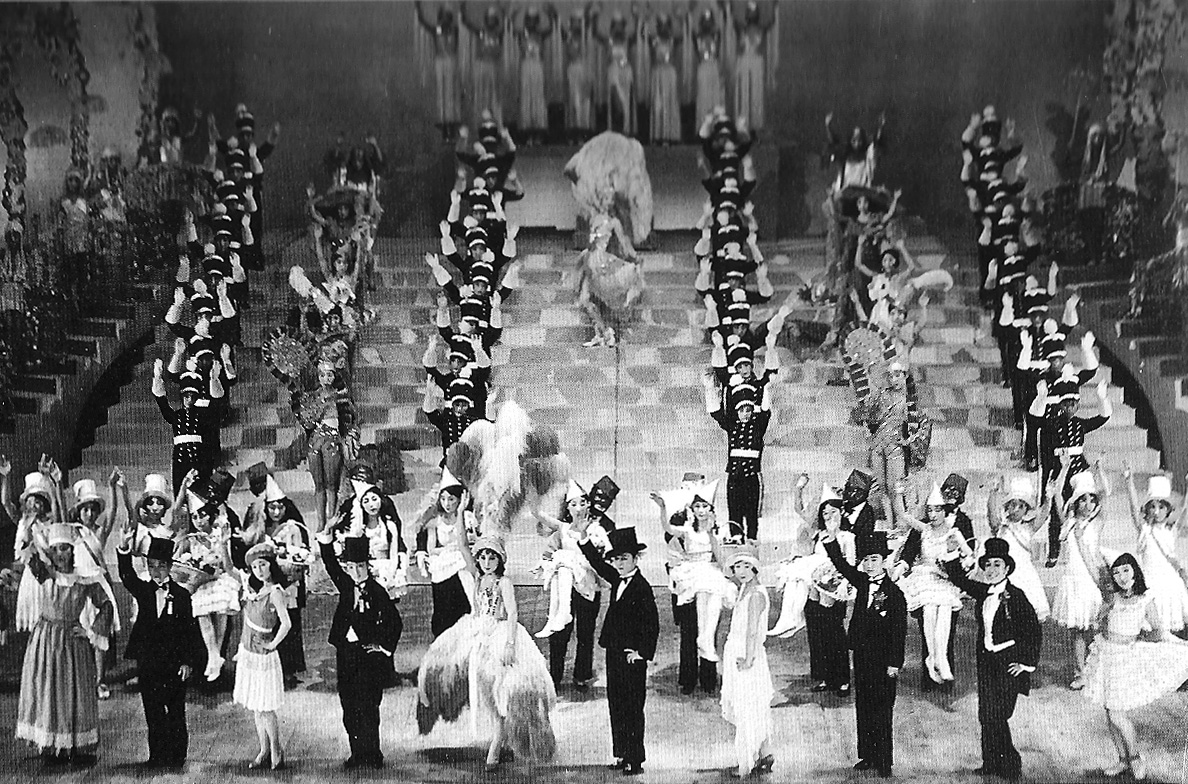
月组公演剧目《巴黎Sette》（摄于1930年8月）。
演出者：门田芦子、巽寿美子、三浦时子、橘薰、天津乙女

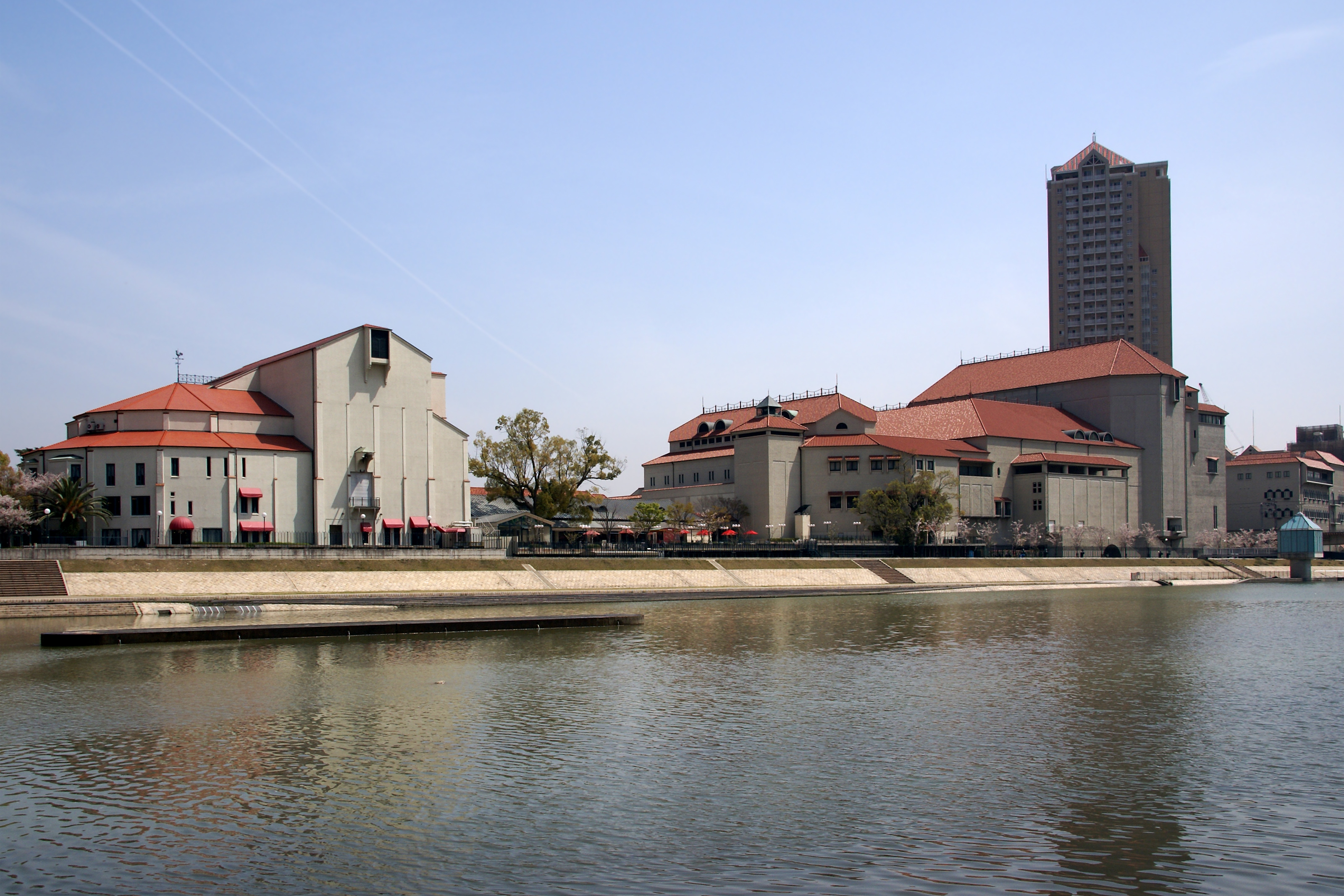
位于武库川河畔的寶塚歌舞剧团剧场建筑群和寶塚音乐学校

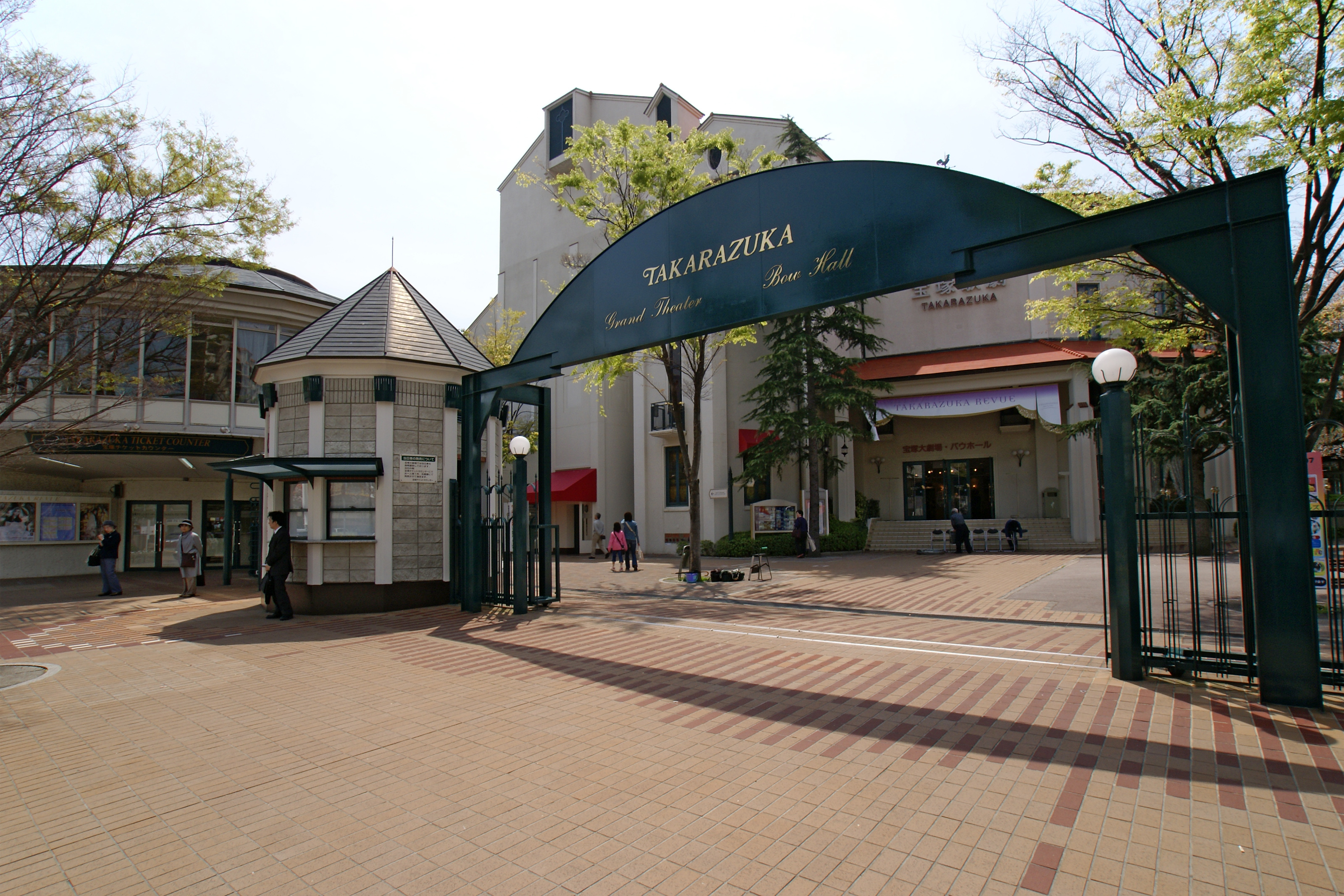
寶塚大剧场与寶塚艏厅的入口处

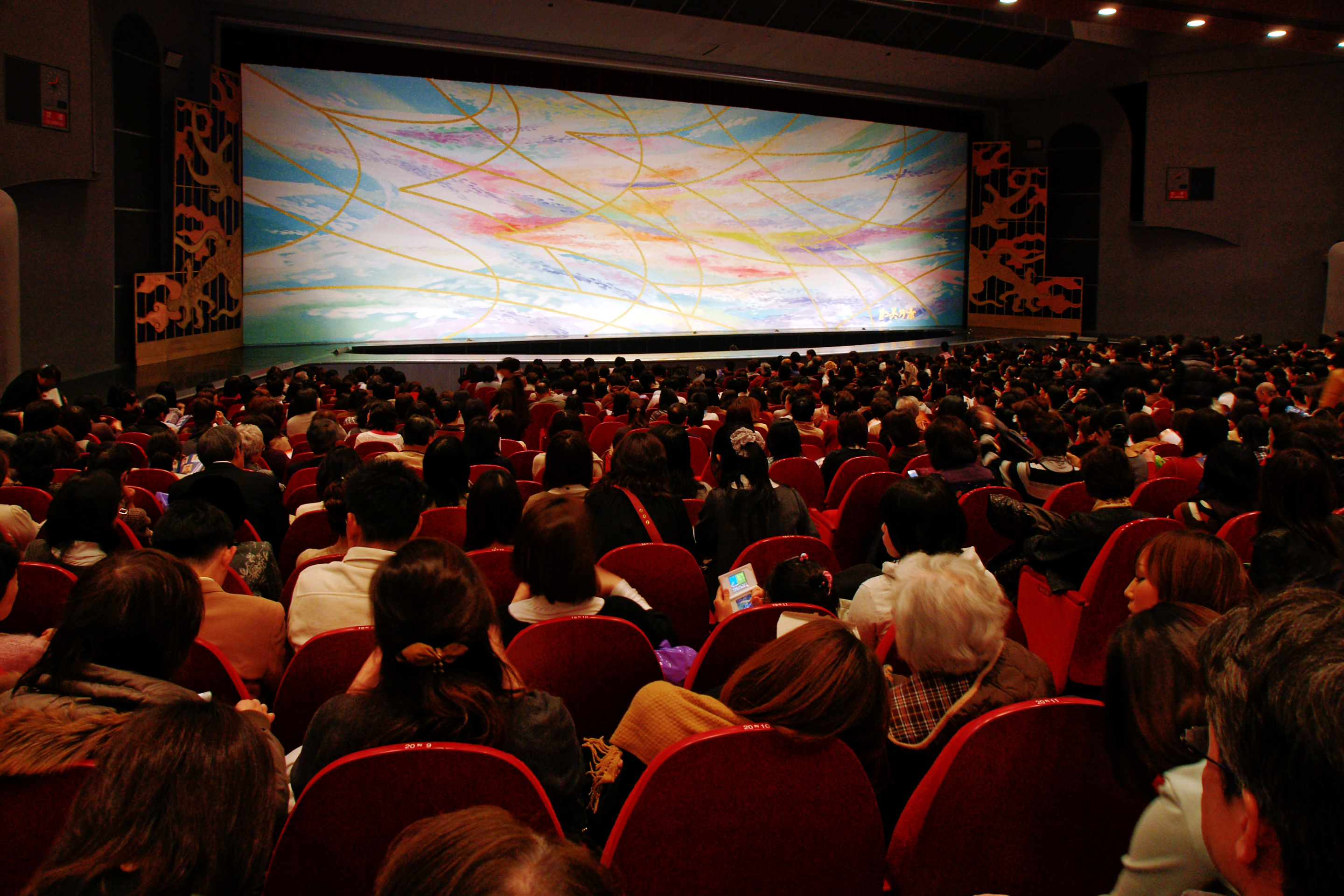
开演前寶塚大剧场的观众席

寶塚歌剧团（日语：〔〕／ Takarazuka Kagekidan），又稱寶塚歌舞劇團，是位于日本兵库县寶塚市的歌舞剧团，现任理事长為村上浩爾，兼任寶塚音樂學校理事長。
寶塚歌舞剧团是阪急电铁旗下的一个部门，由阪急阪神东宝集团的娱乐传播事业部门负责运营，并由阪急直接管理，具体管理由其旗下的阪急电铁创游事业本部歌舞剧事业部负责 ，因此，寶塚歌舞剧团成员也是阪急电铁的员工。

## 剧团概要

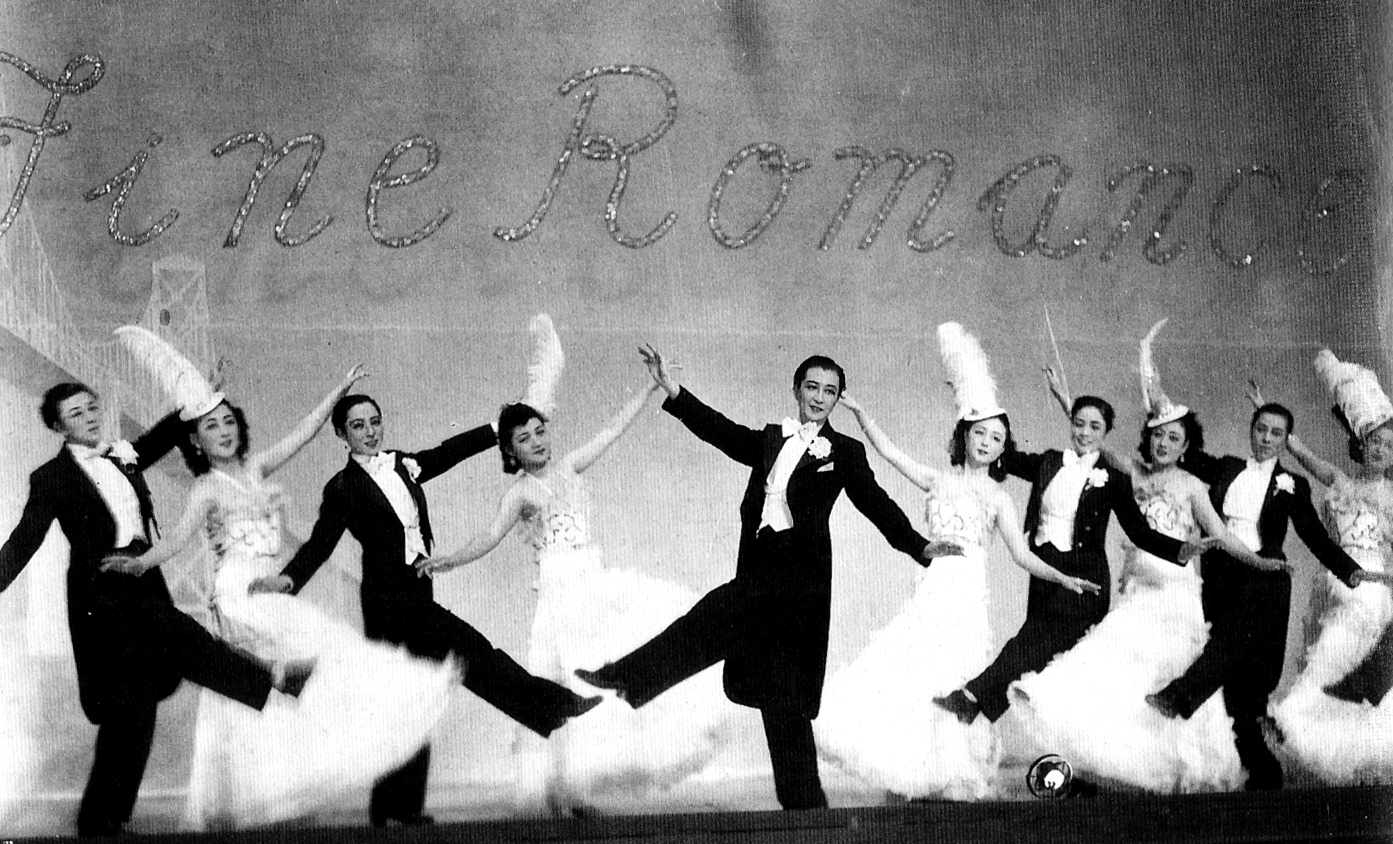
1947年2月雪组公演剧目《Fine Romance》
领衔主演：春日野八千代（中）
共同主演：花村由利子谺春香乙羽信子

自1914年初次公演以来，寶塚歌舞剧团迄今仍是一支全部由未婚女性组成的在日本广受欢迎的歌舞剧团。目前，寶塚歌舞剧团分为花、月、雪、星和宙等五组表演小分队，以及不从属上述五组的专科。寶塚歌舞剧团也被简称为“寶塚”或。
寶塚歌舞剧团拥有宝塚大剧场（兵库县寶塚市）和东京寶塚剧场（东京都千代田区）两个公演大剧场，以及小剧场寶塚艏厅（兵库县寶塚市）。2002年7月，主要以播出剧场实况转播和演出资讯的专门频道“寶塚天空舞台”通过东经110°的CS卫星广播。
在建立之初，寶塚歌舞剧团的目标就是演出“男女老少皆可乐在其中的国民剧（老若男女誰もが楽しめる国民劇）”。作为第一支在日本演出“活报剧”的剧团，寶塚歌舞剧团一举成名。现在，寶塚歌舞剧团还是奉行为所有年龄段的观众提供健康愉快演出的宗旨，继续演出音乐剧及活报剧。而她们的剧目题材包括东西方的历史剧、幻想剧及科幻剧。
在寶塚歌舞剧团演出的演员均为寶塚音乐学校的毕业生，而且全都为未婚女性。这些成员的昵称为“寶塚女子”。按照剧团规定，已退出剧团的成员是不能再次加入剧团的；同时剧团的公演是谢绝外部演员参演的。同样的，剧团成员也很少演出非本剧团的公演舞台或电视表演。团员的养成是寶塚歌舞剧团的一大特色，公演的稽古（即藝能的練習）时期和公演周期基本是一样的。此外，还有年轻明星演员为激励新人所举办的专场演出；以及为团员们所开设的免费剧团课程。
寶塚歌舞剧团的表演通常是在一个可以容纳2000名观众的剧场内演出。由于寶塚歌舞剧团的演出舞台灯光非常明亮，所以确保了后座观众也能清晰地看到演员们的表情。寶塚歌舞剧团的演员在舞台上都是华丽的浓妆演出，比如：超大的假睫毛、厚厚的舞台彩妆，以及强烈的眼线。普通观众（限女性）可以通过剧场内的“寶塚沙龙（サロン・ド・タカラヅカ）”预约，从而体验这种化妆效果。
由于寶塚歌舞剧团是纯女性剧团，因此所表演剧目中男性角色也是由女演员表演。在剧团内，演出男性角色的女演员被称之为“男役”，而演出女性角色的女演员则被称为“娘役”。演员选择成为“男役”或“娘役”并不是由剧团官方决定，通常是由演员自己根据身高等先天条件以及在剧团附属的音乐学校中接受培训时的喜好来选择。此外，在进入剧团的时候，有不少培训期是男役的演员会转为娘役；但从娘役转为男役的例子就非常罕见了。在剧团成立初期，娘役演员是更加受欢迎的，而现在则是男役演员更受追捧。正因为如此，寶塚歌舞剧团现在的舞台创意大多围绕男役演员展开。
寶塚歌舞剧团的象征主题曲名为《堇花盛开时》，这是二战前德国电影《白丁香重开时》的主题曲。在法国听了香颂版的白井铁造非常喜欢这首，他将这首歌引进回日本并填写了日本版歌词。这首歌不仅是寶塚歌舞剧团的主题曲。同时也是阪急百货店的开幕曲和阪急阪神东宝集团的主题曲。

## 剧团成员
在正式成为寶塚歌舞剧团的团员之前，她们需要在寶塚歌舞剧团附属的寶塚音乐学校接受预科1年和本科1年的两年培训。而只有寶塚音乐学校毕业生方可成为寶塚歌舞剧团的正式成员。寶塚歌舞剧团成员的正式团服为印有纹记的黑色上衣和橄榄绿下裳的袴，团服用于各种庆典活动及团员的退团仪式。

### 学生与研究生
从加入寶塚歌舞剧团开始，团员也会被称为“学生”。在寶塚歌舞剧团成立初年，剧团团员被揶揄“与艺伎或舞伎一般”，这惹来了创始人小林一三的愤慨。小林一三表示“寶塚歌舞剧团是向良家女子提供高等音乐教育的地方，她们像‘学生’一样在这里接受教育。”
由于寶塚歌舞剧团与寶塚音乐学校是一体的，因此早期团员的期数与学校学生的期数是一致的。比如音乐学校的95期生就被视为是歌舞剧团95期团员。但是到了1939年之后，寶塚歌舞剧团团员开始被视为是“寶塚音乐学校研究生科的研究生”。因此到了现在，团员入团之后一般用“研究科某年”或“研某”来作为官方称呼。例如：入团一年的团员就被称为“研究科一年”或“研一”。

## 剧团分组
寶塚歌舞剧团所有学员分为5个组及1个专科，各小组单独经营各自的公演，而专科学员则可以根据需要加入到不同组参与演出。每组的学员可以以“组员”称呼。例如：花组所属的学员可以称呼她们为“花组组员”或“花组员”。
每个小组都设有组长和副组长各一人。组长的职责在于监督和管理各组组员，并在公私两个方面督导组员。通常组长由该组最资深的组员担任。副组长负责协助组长管理和督导组员，并在组长不能视事时担任本组负责人。
|      | 组长       | 副组长     |
| ---- | ---------- | ---------- |
| 花组 | 美风舞良   | 紫門ゆりや |
| 月组 | 梨花ますみ | 白雪幸花   |
| 雪组 | 奏乃春人   | 透真かずき |
| 星组 | 美稀千种   | 輝咲玲央   |
| 宙组 | 松風輝     | 秋奈るい   |
| 专科 | 不適用     | 不適用     |

## 演出作品
- 2016年「異次元武俠音樂劇《Thunderbolt Fantasy 東離劍遊紀》」[5]。

## 争议

### 霸凌、過勞問題
2023年9月30日，宙组成员有愛綺跳楼身亡，日本媒体称其生前遭到歌剧团内的前辈霸凌是其轻生的原因。寶塚歌剧团后暫停演出，並成立第三方调查组调查事件，但該調查組遭質疑與劇團高層關係匪淺。
後其父母整理其生前之工作時程表，發現她生前最後一個月的工時超過400小時、加班時數超過270小時，且每日僅約3小時睡眠時間，遠超過日本認定的過勞死標準。不僅如此，父母還指控劇團內的學姐對其霸凌，甚至使用電捲棒燙傷有愛綺。
劇團於11月14日召開調查記者會，會中宣稱有爱纪伊因過勞而導致身心障礙最終輕生，並稱無足夠證據確認霸凌是否為真。該說法遭輿論質疑在避重就輕團內的霸凌問題。

### 寶塚96期生霸凌問題
其中一名2008年進入音樂學校的學生在參加主修課程時被開除並自願退學（後來返回學校並以98期畢業，但拒絕加入）。一名學生在預科期間被學校開除。一名被開除的學生作為被告對音樂學校提起訴訟，聲稱他因同學的虛假報告而被開除。作為審判的結果，開除被撤銷，畢業資格得到承認，但由於調解條款，學生沒有加入。

### 脚注
1. ↑  简繁体中文译名请参看简体官网和繁体官网的剧团介绍。

### 資料
1. ↑   (PDF). 阪急電鉄株式会社. （原始内容 (PDF)存档于2016-03-05）.
2. ↑  . 坂急电铁株式会社.   [2019-08-23]. （原始内容存档于2019-06-23）.
3. ↑  . 体育日报（日语：デイリースポーツ）.   [2019-09-08]. （原始内容存档于2018-08-08）.
4. ↑  . 体育日报.   [2019-09-08]. （原始内容存档于2018-01-01）.
5. ↑  . 日刊電電. 2021-11-02  [2024-09-24]. （原始内容存档于2022-05-26） （中文（臺灣））.
6. ↑  . 星岛日报. 2023-10-07  [2023-12-08]. （原始内容存档于2023-12-08）.
7. 1 2  . 報導者. 2023-12-07  [2023-12-08]. （原始内容存档于2023-12-17） （中文（臺灣））.